# タブー・セックス/恥辱
タブー・セックス/恥辱（タブーセックスちじょく、Taboo）は、1980年のケイ・パーカー主演のアメリカ合衆国のポルノ映画。ヘレーネ・テリーが脚本とプロデュースを担当し、カーディ・スティーヴンスが監督した。この映画は、全23回のエピソード（1980年から2007年）の最初の作品であり、それらの全てが近親相姦を扱っている。

## ストーリー
夫との性生活に不満を抱いていたバーバラは、友人のジーナからパーティーに誘われるも、断ってしまう。
満たされぬ思いでいたバーバラは、自室にて全裸で眠る息子のポールを目にする。
とうとう誘惑に負けたバーバラはポールに夜這いをかけてしまう。
翌日、後悔したバーバラは上司であるジェリーに相談し、そのままデートする。その後、バーバラはポールと相談するが、セックスに発展する。
さらにそのあと、バーバラはジェリーとのセックスにいそしみ、その中でジェリーから結婚を申し出られる。

## キャスト
- バーバラ・スコット：ケイ・パーカー
- ポール・スコット：マイク・レインジャー
- ジーナ：ジュリエット・アンダーソン
- シェリー：ドロシー・ラメイ
- クリス・スコット：ターク・リヨン
- ジェリー：マイケル・モリスン
- ジーナの愛人：ミコ・ヤニ
- チャーリー：リー・ラメイ
- ジーナの男：ドン・フェルナンド
- 金髪スウィンガー・ムスタッシュ：ジェシー・アダムズ
- マリーン：ホーリー・マッコール
- スウィンガー：サラー・ハリス